# 摂津有馬氏
有馬氏（ありまし）は、武家・華族だった日本の氏族。村上源氏赤松氏の庶流で、室町時代に摂津国有馬郡を拠点とした。他流の有馬氏とは区別して摂津有馬氏、赤松有馬氏とも呼ばれ、江戸時代、一族からは久留米藩主家などが出た。維新後には華族を3家出した（伯爵家1家、子爵家1家、男爵家1家）。

## 歴史

### 室町時代
明徳2年（1391年）の明徳の乱ののち、赤松則村（円心）の孫で赤松則祐の五男・有馬義祐が摂津国有馬郡の地頭に補せられ、その地に移り住んだため有馬氏を称した。義祐の子・有馬持家は足利義教に側近として仕え、足利義政初期の寵臣として知られる（ただし、義政の寵臣であったのは息子の有馬元家であったとする説もある）。
なお、有馬氏は義祐－持家－元家の系統と義祐の弟である祐秀ー持彦－直祐の系統が家督争いをしており、康正元年（1454年）に元家が失脚・出家した後は持彦に家督を与えられているが、応仁の乱を経た文明年間には元家の子・則秀が家督を回復させている。
摂津国有馬郡は元々細川氏の力を牽制するために赤松氏が分郡守護になっており、同地を実際に支配していた摂津有馬氏は赤松氏から守護権力を分与された存在と位置づけられ、地頭職（分郡守護）を継承する有馬氏嫡流は当主の発給文書でも「赤松」の名乗りを用いていたが、赤松氏宗家が衰退すると細川氏に接近して有馬郡の支配を維持するようになり、享禄年間以降には当主の文書の名乗りも「有馬」と変えていく。

### 戦国時代・安土桃山時代
有馬村秀は三好長慶の傘下に入り、同氏に従属する国衆として位置づけられていくが、織田信長の台頭によって新たに摂津一国の支配を任された荒木村重と対立し、天正3年（1575年）の有馬国秀の自害によって断絶した。
分家にあたる有馬重則は播磨国美嚢郡に進出し、同族の別所氏やその縁戚の淡河氏と対立した。その子の則頼は豊臣秀吉に従い、後に御伽衆に列し聚楽第に屋敷を与えられた。則頼の次男豊氏は豊臣秀次の家老渡瀬繁詮に仕えていたが、文禄4年（1595年）に繁詮が秀次事件により改易されるとその領地である遠江国横須賀3万石を引き継いで治めた。

### 江戸時代

#### 久留米藩主家
慶長5年（1600年）の関ヶ原の戦いで有馬父子は東軍に与し、その戦功から則頼は一族の旧領摂津国有馬郡三田藩2万石、豊氏は丹波国福知山藩6万石に封ぜられる。
慶長7年（1602年）に則頼が没すると豊氏はその遺領を含め8万石に加増された。その後、大坂の陣においても徳川方として戦功をあげたため、元和6年（1620年）にはさらに加増移封され筑後国久留米藩21万石の藩主となった、以降廃藩置県まで久留米に在封した。家格は大広間詰で、国持大名の扱いを受けた。久留米藩主としての初代は豊氏であるが、「久留米藩有馬家」当主の代数は則頼を初代として数えられる。
明治維新後には華族の伯爵家となる（→有馬伯爵家）。

#### 松崎藩主家
久留米藩2代藩主忠頼は当初跡継ぎに恵まれなかったため、但馬国出石藩主小出吉重の子で外甥にあたる有馬豊祐を養子とした。しかし、後に頼利、頼元が生まれ、豊祐には支藩として松崎藩1万石を分封された。
だが豊祐は縁戚である陸奥国窪田藩主土方氏のお家騒動の仲裁を怠った責を問われて土方雄隆（正室が小出吉重の娘、豊祐にとっては姉婿）に連座。改易された。嫡子小出英致（初名：有馬豊胤）は小出氏の養子となり、松崎支藩主家は一代で断絶した。1万石は頼元に還付された。

#### 伊勢西条→五井→吹上藩主家
久留米藩初代藩主有馬豊氏の三男の有馬頼次は徳川忠長に仕えて1万石を給されたが、忠長の改易に連座して所領没収された。
頼次の継嗣（有馬則氏の外孫）有馬吉政は紀州藩主徳川頼宣に1000石で仕えた。吉政から数えて3代目にあたる有馬氏倫は、紀州藩主時代から徳川吉宗に側近として仕え、吉宗が将軍となると御側御用取次となった。有馬氏倫は数次にわたる加増を受け、享保11年（1726年）には1万石の大名となり、伊勢西条藩を立藩した。本家筋の久留米藩有馬家が外様大名であるのに対して、大名取り立ての経緯から氏倫系の有馬家は譜代大名である。
有馬氏恕の代の天明元年（1781年）に上総国へ陣屋を移して五井藩を立藩。有馬氏郁の代の天保13年（1842年）下野国に移り吹上藩となり、同地で廃藩置県を迎える。
明治維新後、華族の子爵家となる（→有馬子爵家）。

### 明治以降

#### 有馬伯爵家
最後の久留米藩主有馬頼咸は明治元年（1868年）に新政府の軍務官副知事に就任して戊辰戦争で戦功を上げ、翌2年（1869年）に賞典禄1万石を下賜された。同年の廃藩置県で華族に列するとともに久留米藩知事に任じられ、明治4年（1871年）7月14日の廃藩置県まで藩知事を務めた。
版籍奉還の際に定められた家禄は現米で1万1819石。明治9年の金禄公債証書発行条例に基づき家禄・賞典禄と引き換えに支給された金禄公債の額は31万5304円45銭8厘（華族受給者中17位）。
明治17年（1884年）7月7日の華族令施行に伴い華族が五爵制になり、頼咸の五男である頼万が旧中藩知事として伯爵に叙せられた。初代伯爵は宮内省の式部寮や農商務省の御用掛を務め、また久留米育英会総裁も務めて旧領久留米の教育事業に貢献した。
その息子である2代伯爵有馬頼寧は、大正・昭和期に活動した政治家として知られる。農政・教育・社会事業やスポーツに携わり、戦前は貴族院の伯爵議員に当選して務め、農林大臣（第1次近衛内閣）、大政翼賛会事務局長などを歴任。戦後には日本中央競馬会第2代理事長としてファン投票による出走馬の選定という当時前代未聞の画期的な選抜方法を考案し、有馬記念にその名を残している。頼寧の三男で16代当主の有馬頼義は第31回直木賞作家である。頼義の子で17代当主の有馬頼央は有馬家ゆかりの神社水天宮の神職及び奨学団体の理事長を務めている。
昭和前期に有馬伯爵家の邸宅は東京市杉並区関根町にあった。

#### 有馬子爵家
最後の吹上藩主有馬氏弘は明治2年（1869年）の版籍奉還で華族に列するとともに吹上藩知事に任じられ、明治4年（1871年）7月14日の廃藩置県まで藩知事を務めた。
版籍奉還の際に定められた家禄は現米で353石。明治9年の金禄公債証書発行条例に基づき家禄・賞典禄と引き換えに支給された金禄公債の額は1万3362円33銭（華族受給者中304位）。
久留米藩主有馬頼咸の子有馬頼之が氏弘の養嗣子となり、明治17年（1884年）7月7日の華族令の施行により、同年7月8日に旧小藩知事として子爵に叙された。頼之は貴族院の子爵議員に当選して務めている。
頼之の子の有馬聰頼子爵は昭和18年（1943年）に爵位を返上している。
有馬子爵家の邸宅は昭和前期には東京市品川区上大崎にあった。宗旨は神道。

#### 有馬男爵家
最後の久留米藩主有馬頼咸の八男有馬頼多は有馬伯爵家から分家することになり、兄頼万は明治29年（1896年）12月に宮内大臣土方久元に宛てて内願書を提出し頼多の華族編列と叙爵を請願した。
宮内省は明治30年5月3日に有馬家の維新の功と、旧大名華族の分家華族の先例として徳川義恕、浅野養長、細川護晃、黒田幸太郎などがあったことからこの請願を許可した。
これにより頼多は明治30年（1897年）7月1日に男爵に叙せられている。同男爵家の邸宅は昭和前期には東京市渋谷区神山町にあった。臨済宗相国寺派管長の有馬頼底はこの男爵家の出身である。

## 歴代当主

### 有馬本家
1. 有馬義祐
2. 有馬持家
3. 有馬元家
4. 有馬則秀
5. 有馬澄則
6. 有馬村則
7. 有馬村秀
8. 有馬国秀

### 久留米有馬家（三田有馬家）
| 代数 | 肖像 | 名前 (生没年)            | 続柄                                                       | 位階     | 備考                                                                                        | 妻                                                      | 主な子供 |
| ---- | ---- | ------------------------ | ---------------------------------------------------------- | -------- | ------------------------------------------------------------------------------------------- | ------------------------------------------------------- | --- |
|      |      | 有馬則景 (不詳)          | 澄則の子                                                   |          |                                                                                             |                                                         | 有馬重則（長男） |
|      |      | 有馬重則 (不詳)          | 先代の子                                                   |          |                                                                                             | 細川澄元娘                                              | 有馬則頼（長男） |
| 1    |      | 有馬則頼 (1533年-1602年) | 先代の長男                                                 | 従四位下 | 1代摂津三田藩主                                                                             | 梅窓院（別所忠治娘）                                    | 有馬則氏（長男） 有馬豊氏（次男、福知山藩主→久留米藩主） 有馬豊長（四男、旗本） |
| 2    |      | 有馬豊氏 (1569年-1642年) | 先代の次男                                                 | 従四位下 | 2代摂津三田藩主 1代丹後福知山藩主 1代筑後久留米藩主                                         | 蓮姫（松平康忠娘）                                      | 有馬忠頼（長男、久留米藩主） 有馬頼次（三男、徳川忠長家老） |
| 3    |      | 有馬忠頼 (1603年-1655年) | 先代の次男                                                 | 従四位下 | 初名：忠郷 2代筑後久留米藩主                                                                | 福寿院（西尾忠永娘）                                    | 有馬頼利（長男、久留米藩主） 有馬頼元（次男、久留米藩主） 有馬豊祐（養子、松崎藩主） |
| 4    |      | 有馬頼利 (1652年-1668年) | 先代の長男                                                 | 従四位下 | 3代筑後久留米藩主                                                                           | 青涼院（松平頼重娘）                                    | |
| 5    |      | 有馬頼元 (1654年-1705年) | 先代の弟                                                   | 従四位下 | 4代筑後久留米藩主                                                                           | 正室 : 玉蓮院（松平綱隆娘） 側室 : 瑞竜院（広幡忠幸娘） | 有馬頼旨（次男、久留米藩主） |
| 6    |      | 有馬頼旨 (1685年-1706年) | 先代の次男                                                 | 従四位下 | 5代筑後久留米藩主                                                                           |                                                         | |
| 7    |      | 有馬則維 (1674年-1738年) | 先代の養子 （石野則員の五男） 石野家は赤松氏の庶流である。 | 従四位下 | 6代筑後久留米藩主                                                                           | 市（谷衛広娘）                                          | 有馬頼徸（四男、久留米藩主） |
| 8    |      | 有馬頼徸 (1714年-1783年) | 先代の四男                                                 | 従四位下 | 7代筑後久留米藩主                                                                           | 京極宮家仁親王娘                                        | 有馬頼貴（長男、久留米藩主） |
| 9    |      | 有馬頼貴 (1746年-1812年) | 先代の長男                                                 | 従四位下 | 8代筑後久留米藩主                                                                           | 養源院（毛利重就娘）                                    | 有馬頼善（次男） 有馬頼端（四男） |
| 10   |      | 有馬頼徳 (1797年-1844年) | 先代の孫 （有馬頼端の子）                                  | 従四位下 | 9代筑後久留米藩主                                                                           | 智光院（徳川斉敦娘）                                    | 有馬頼永（四男、久留米藩主） 亀井茲監（六男、亀井茲方養子） 有馬頼咸（七男、久留米藩主） 松平直克（十三男、松平直侯養子）                                                                           |
| 11   |      | 有馬頼永 (1822年-1846年) | 先代の四男                                                 | 従四位下 | 10代筑後久留米藩主                                                                          | 有馬晴姫（島津斉宣娘）                                  | |
| 12   |      | 有馬頼咸 (1828年-1881年) | 先代の七男                                                 | 従四位下 | 初名 : 慶頼 最後の筑後久留米藩主                                                            | 有馬韶子 （有栖川宮韶仁親王娘）                         | 彰仁親王妃頼子（長女、小松宮彰仁親王妃） 千代（久我通久室） 有馬頼匡（四男） 有馬頼万（五男、伯爵） 民（六男、加藤明実継室） 納子（七女、伊達宗陳室） 有馬頼之（七男、子爵） 有馬頼多（八男、男爵） |
| 13   |      | 有馬頼匡                 | 先代の四男                                                 |          |                                                                                             |                                                         | |
| 14   |      | 有馬頼萬 (1864年-1927年) | 先代の弟 （12代頼咸の五男）                                | 従二位   | 初代伯爵                                                                                    | 有馬恒子（岩倉具視五女） 有馬豊子（戸田忠友長女）       | 有馬頼寧（長男、伯爵） 奥平禎子（奥平昌恭夫人） 安藤信昭（次男） 松田正之（三男） 久米（次女、稲田昌植夫人）                                                                                        |
| 15   |      | 有馬頼寧 (1884年-1957年) | 先代の長男                                                 |          | 2代伯爵 初代農山漁村文化協会会長 衆議院議員 貴族院議員 12代農林大臣 2代日本中央競馬会理事長 | 有馬貞子 （北白川宮能久親王次女）                       | 有馬頼秋 斉藤静（長女、斎藤斉妻） 有馬頼春（次男） 足利澄子（次女、足利惇氏妻） 有馬愛子（三女） 亀井正子（四女、亀井茲建妻） 有馬頼義（三男）                                                      |
| 16   |      | 有馬頼義 (1918年-1980年) | 先代の長男                                                 |          |                                                                                             | 有馬千代子                                              | 有馬頼央（長男） 有馬頼英（次男） |
| 17   |      | 有馬頼央 (1959年-2025年) | 先代の長男                                                 |          | 水天宮宮司 有馬育英会理事長                                                                 | 有馬里佳                                                | |

## 系図
緑字は養子を指す

小数字は久留米藩有馬家歴代当主を指す